# Свилени мравојед
Свилени мравојед или патуљасти мравојед (лат. Cyclopes didactylus) је сисар из реда крезубица (Pilosa) и подреда мравоједа (Vermilingua). Од четири врсте мравоједа свилени мравојед је најмањи.

## Станиште
Станишта врсте су шуме и саване. Врста је по висини, распрострањена од нивоа мора до 1.500 метара надморске висине.

## Распрострањење
Ареал свиленог мравоједа (Cyclopes didactylus) обухвата већи број држава. 
Врста је присутна у Бразилу, Мексику, Венецуели, Колумбији, Боливији, Салвадору, Гвајани, Суринаму, Француској Гвајани, Перуу, Еквадору, Панами, Никарагви, Костарици, Гватемали, Хондурасу, Белизеу и Тринидаду и Тобагу.

## Начин живота
Свилени мравоједи су ноћне, арбореалне животиње, које насељавају низијске густе кишне шуме, где могу да прелазе са крошње једног дрвета на крошњу другог и где не постоји потреба да се спуштају на тло.
Свилени мравојед је самотњачка животиња, а женка рађа до два пута годишње и обично окоти по једно младунче. Које почиње да узима чврсту храну у тренутку кад достигне трећину масе одрасле животиње.
Храни се претежно мравима, а може да поједе од 700 до 5.000 мрава дневно. У мањој мери се храни се и другим инсектима, као што су термити и бубамаре.

## Угроженост
Свилени мравојед није угрожена врста. На црвеној листи је наведено да постоји мали ризик од изумирања, јер има широко распрострањење и бројну популацију.